# Konrad Unger (SS-Mitglied)
Georg August Konrad Unger (* 5. Juli 1899 in Hannover; † nach 1945) war ein deutscher SS-Führer.
Unger war Kaufmann in Hannover. Er trat bereits zeitig in die NSDAP (Mitgliedsnummer 70.638) und die SS (SS-Nr. 1.292) ein. 1930 wurde er Sturmführer und im darauffolgenden Jahr Sturmbannführer. 1933 erfolgte seine Ernennung zum Obersturmbannführer und noch im gleichen Jahr zum SS-Standartenführer. Am 9. September 1934 wurde er zum SS-Oberführer befördert.
Ab 1. August 1935 bis zum Kriegsende war er als Kommandeur im SS-Abschnitt XXIV eingesetzt im Raum Neustadt, Kattowitz und Oppeln.